# Dumaran
Dumaran ist eine philippinische Stadtgemeinde in der Provinz Palawan. Sie hat 23.734 Einwohner (Zensus 1. August 2015).

## Baranggays
Dumaran ist politisch in 16 Baranggays unterteilt.
- Bacao
- Bohol
- Calasag
- Capayas
- Catep
- Culasian
- Danleg
- Dumaran (Pob.)
- Itangil
- Ilian
- Magsaysay
- San Juan
- Santa Teresita
- Santo Tomas
- Tanatanaon
- Santa Maria

## Wirtschaft
Die Wirtschaft basiert auf Landwirtschaft und Fischerei. Zu den landwirtschaftlichen Erzeugnissen zählen unter anderem Kokosnüsse und Reis. Die Region verfügt außerdem über reiche natürliche Ressourcen, und der Tourismus ist ein sich entwickelnder Wirtschaftszweig. Anlässlich ihres Gründungstags am 14. Juni feiert die Gemeinde Dumaran jährlich das Kalabukay Festival vom 14. bis 18. Juni.

## Verkehr
Dumaran ist mit Handelsschiffen und Fähren von Manila, Iloilo und Puerto Princesa aus erreichbar. Puerto Princesa verfügt über einen Flughafen und ist über eine Straße mit Dumaran verbunden.